# Gunnar Einarsson
Gunnar Einarsson (Reykjavík, 7 juli 1976) is een voormalig IJslands voetballer en voetbaltrainer.

## Clubcarrière
Na twee jaar in de IJslandse competitie gespeelde te hebben werd Einarsson in januari 1997 door Roda JC weggeplukt bij Valur Reykjavík. Bij de Kerkraadse eredivisionist kon de verdediger echter niet op speeltijd rekenen en hij werd uitgeleend aan achtereenvolgens MVV, VVV en Brentford. In 2000 keerde Einarsson terug naar zijn geboorteland. Daar kwam hij nog in actie voor KR Reykjavík, Valur Reykjavík, Leiknir Reykjavík en Víkingur Reykjavík. In 2012 sloot hij zijn carrière af bij Leiknir Reykjavík, waar hij in de laatste jaren van zijn profloopbaan actief is geweest als speler-trainer.

## Statistieken
| Seizoen | Club               | Land      | Competitie      | Duels | Goals |
| ------- | ------------------ | --------- | --------------- | ----- | ----- |
| 1995    | Valur Reykjavík    | IJsland   | Úrvalsdeild     | 9     | 0     |
| 1996    | Valur Reykjavík    | IJsland   | Úrvalsdeild     | 15    | 0     |
| 1996/97 | Roda JC            | Nederland | Eredivisie      | 0     | 0     |
| 1996/97 | → MVV              | Nederland | Eerste divisie  | 10    | 0     |
| 1997/98 | → MVV              | Nederland | Eredivisie      | 13    | 0     |
| 1998/99 | → MVV              | Nederland | Eredivisie      | 0     | 0     |
| 1998/99 | → VVV              | Nederland | Eerste divisie  | 7     | 0     |
| 1999/00 | Roda JC            | Nederland | Eredivisie      | 0     | 0     |
| 1999/00 | → Brentford FC     | Engeland  | Second Division | 3     | 0     |
| 2000    | KR Reykjavík       | IJsland   | Úrvalsdeild     | 8     | 0     |
| 2001    | KR Reykjavík       | IJsland   | Úrvalsdeild     | 18    | 0     |
| 2002    | KR Reykjavík       | IJsland   | Úrvalsdeild     | 17    | 1     |
| 2003    | KR Reykjavík       | IJsland   | Úrvalsdeild     | 17    | 0     |
| 2004    | KR Reykjavík       | IJsland   | Úrvalsdeild     | 16    | 0     |
| 2005    | KR Reykjavík       | IJsland   | Úrvalsdeild     | 13    | 0     |
| 2006    | KR Reykjavík       | IJsland   | Úrvalsdeild     | 7     | 0     |
| 2007    | Valur Reykjavík    | IJsland   | Úrvalsdeild     | 8     | 1     |
| 2008    | Valur Reykjavík    | IJsland   | Úrvalsdeild     | 5     | 0     |
| 2009    | Leiknir Reykjavík  | IJsland   | 1. deild        | 19    | 1     |
| 2010    | Leiknir Reykjavík  | IJsland   | 1. deild        | 15    | 1     |
| 2011    | Leiknir Reykjavík  | IJsland   | 1. deild        | 10    | 0     |
| 2011    | Víkingur Reykjavík | IJsland   | Úrvalsdeild     | 10    | 0     |
| 2012    | Leiknir Reykjavík  | IJsland   | 1. deild        | 21    | 2     |
| Totaal  | Totaal             | Totaal    | Totaal          | 241   | 6     |

## Interlandcarrière
| Interlands van Gunnar Einarsson voor IJsland | Interlands van Gunnar Einarsson voor IJsland | Interlands van Gunnar Einarsson voor IJsland | Interlands van Gunnar Einarsson voor IJsland | Interlands van Gunnar Einarsson voor IJsland | Interlands van Gunnar Einarsson voor IJsland |
| №                                            | Datum                                        | Wedstrijd                                    | Uitslag                                      | Competitie                                   | Goals                                        |
| Als speler van MVV                           | Als speler van MVV                           | Als speler van MVV                           | Als speler van MVV                           | Als speler van MVV                           | Als speler van MVV                           |
| -------------------------------------------- | -------------------------------------------- | -------------------------------------------- | -------------------------------------------- | -------------------------------------------- | -------------------------------------------- |
| 1                                            | 6 juni 1998                                  | Zuid-Afrika – IJsland                        | 1 – 1                                        | Vriendschappelijk                            | 0                                            |